# منشأة كمال
قرية منشاة كمال هي إحدى القرى التابعة لمركز الفيوم في محافظة الفيوم في جمهورية مصر العربية. حسب إحصاءات سنة 2006، بلغ إجمالي السكان في منشاة كمال 2443 نسمة، منهم 1300 رجل و1143 امرأة.